# Queen of the Clouds Tour
Queen of the Clouds Tour é a primeira turnê como atração principal da cantora sueca Tove Lo em apoio ao seu primeiro álbum de estúdio, Queen of the Clouds (2014). A turnê foi oficialmente anunciada nove meses após o lançamento do álbum, em 22 de junho de 2015. A turnê começou em 28 de setembro de 2015, em San Diego, California no Theatre North Park e foi programada para terminar em 14 de Novembro de 2015, na cidade natal de Tove Lo, Stockholm, Sweden com um total de vinte shows durante o período de três meses. Infelizmente devido a doença, Tove Lo foi forçada a cancelar as quatro datas europeias em sua turnê.   

## Set list
Este set list é representativo do show em Minneapolis, Minnesota, em 10 de outubro de 2015. Ela não representa todas as datas ao longo da turnê.
1. "Not on Drugs"
2. "Got Love"
3. "The Way That I Am"
4. "Moments"
5. "My Gun"
6. "Like Em Young"
7. "Over"
8. "Scream My Name"
9. "Thousand Miles"
10. "This Time Around"
11. "Out of Mind"
12. "Crave"
13. "Talking Body"
14. "Paradise"
15. "Timebomb"
16. "Run on Love"
17. "Habits (Stay High)"